# 觀賞魚

觀賞用魚——錦鯉。

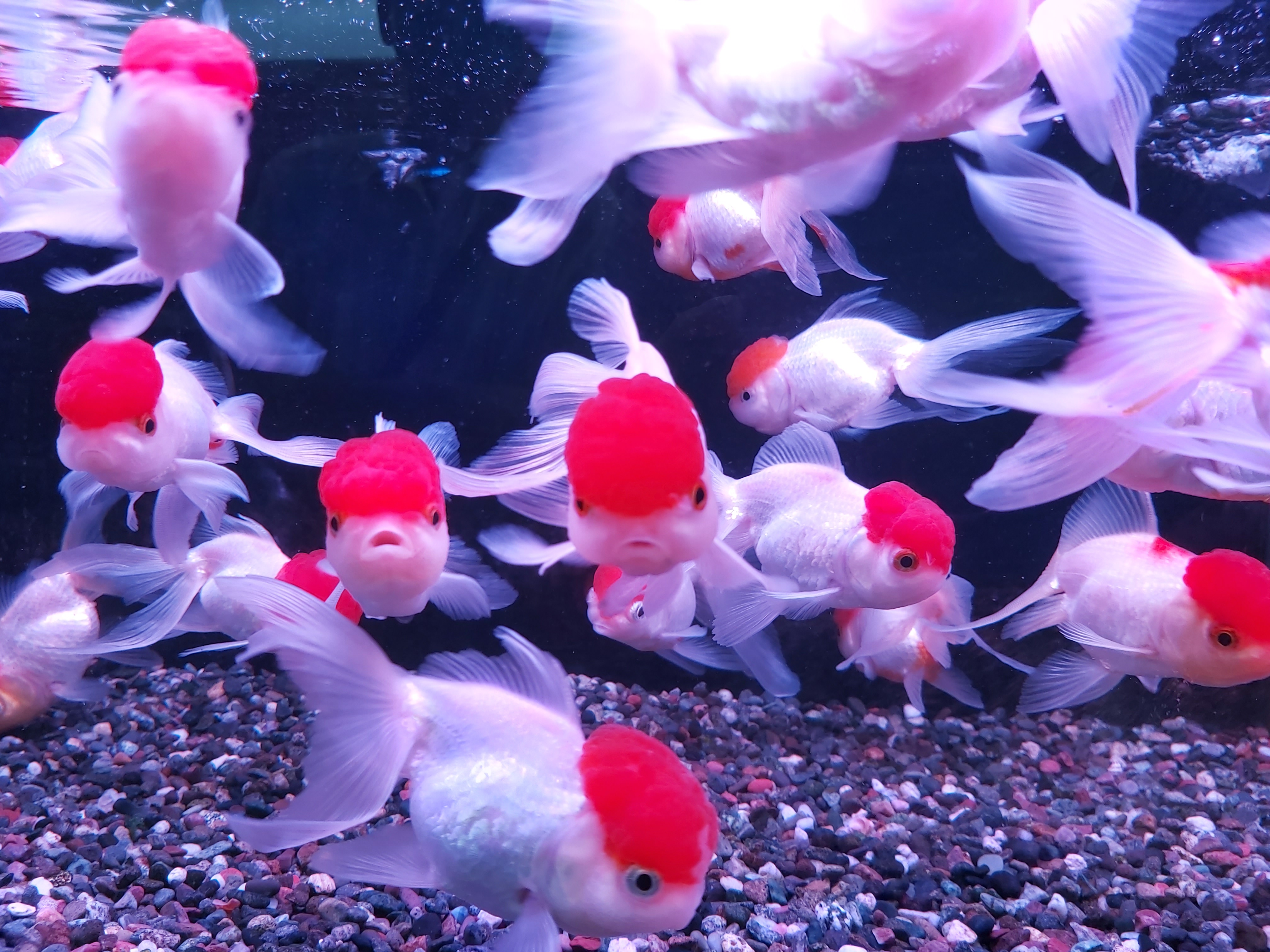
臺灣連鎖寵物店魚中魚販售的觀賞用金魚。

觀賞魚是人類用於享受飼養及觀賞樂趣的魚種，不管是海水或淡水，可食用或不可食用，只要可供滿足休閒、觀賞用途，即為觀賞魚。常見觀賞魚種以熱帶及亞熱帶地區的魚種（通稱熱帶魚）居多，常見溫帶（冷水性）觀賞魚種則以金魚與錦鯉為主。通常飼養於水族箱中，或常見於露天魚池，作為庭園造景的一部分。

## 分類
為尋找符合需求之魚種，並評估其飼養與繁殖條件，觀賞魚飼主可能會學習使用現有的魚類資料庫，例如FishBase或台灣魚類資料庫，透過學名查找魚種資料，從而必須對生物分類法有所了解；然而，引入觀賞魚市場之商品往往涵蓋新發現之野生採集魚種（以來自南美洲亞馬遜河流域之國家巴西、哥倫比亞及秘魯為主）與人工魚種，由於尚未確定學名（例如以Ancistrus sp.表示），須另尋觀賞魚種專門書籍加以查找。
值得注意的是即使在觀賞魚市場已經普遍流行的魚種，都不見得會有已經確定的學名。另外，觀賞魚業者使用之俗名與學界使用之學名，兩者不相同，其對應關係往往需要觀賞魚業界之網路業者提供學名資訊（實體水族館業者大部分不會提供）作為連結。
然而學名會改變，而有同物異名存在，於是衍生學名資訊更新是否即時的問題；魚類資料庫彼此之間因為更新機制，對同一魚種的學名也未必一致（例如Sahyadria denisonii與Puntius denisonii，俗名一眉道人）。
觀賞魚業者（魚場、進出口業者）的魚種鑑定能力良莠不齊，除誤認外，業者對同一魚種使用之俗名亦未必一致（例如Xiphophorus maculatus，俗名紅球或小紅豆）。
維基百科魚類相關條目使用中文正名作為名稱，中文正名本身同樣有不一致的現象（例如Puntius屬，無鬚魮屬、無鬚鲃屬或小鲃屬）。對於觀賞魚消費者而言，理想上了解俗名（商用名）與學名這兩者即可，但對於一般消費者想研讀中文魚類科學研究資料或無力閱讀英文資料的狀況來看，就會在學名、同物異名的障礙以外，可能面臨中文正名不一致的困擾，尤其是觀賞魚業者並不會提供中文正名。
以上問題可能只有分類學家有能力鑑定、處理，站在一般消費者立場，若欲使用魚類資料庫之類與學名有關之參考資料，應至少輔以魚種照片加以確認，減少張冠李戴的機會。
介紹特定範圍觀賞魚種之書籍，通常以觀賞魚市場慣用名稱作為界定範圍之標準，此標準通常可對應於生物分類法之科層次，例如短鯛、神仙魚、美洲慈鯛及非洲三湖慈鯛皆屬於慈鯛科，鼠魚皆屬於美鯰科，異型魚皆屬於甲鯰科；但不盡然相同，仍有可能涵蓋生物分類更高一級的不同目層次，例如青鱂魚屬於頜針魚目異鱂科，孔雀魚則屬於鱂形目花鱂科，隸屬於不同科，卻會同樣在鱂魚書籍中介紹。

## 社會問題
相對於貓狗寵物，觀賞魚產業涉及不當捕撈採集野生魚導致部分魚種瀕臨滅絕、違法挾帶走私保育類野生動物引起國際貿易制裁、宗教團體或個人不當或不慎放生外來種破壞本土生態環境食物鏈等社會問題，對觀賞魚飼料產品品質與包裝標示之政府管制也付諸闕如。

## 應用
觀賞魚不如哺乳類動物之寵物有體溫、易嬉戲或把玩，醫療資源也比貓、狗缺乏，為顧及水族缸內硝化系統之建立與維護，避免魚隻緊迫導致免疫力降低，也不適合經常伸手驚擾魚隻，所以觀賞魚雖然經常被以寵物視之，在休閒活動上之型態反而與園藝更為接近，以觀賞為主，經常會作為室內設計（小型魚種以水草缸的形式）或室外庭園設計的一部分。

## 外部連結
- Seriously Fish （页面存档备份，存于）
- 台灣魚類資料庫世界魚類分類階層樹狀名錄
- 奇獸飼育學 （页面存档备份，存于）